# 楊錫蘭
楊 錫蘭（よう しゃくらん、女性、1961年3月15日 - ）は、中華人民共和国の元バレーボール選手。

## 人物
1961年3月15日、天津市出身。1976年に中国人民解放軍のチームに入団。1982年にバレーボール中華人民共和国女子代表に選出される。
1980年代の女子バレーボール界を代表する名セッターで、中華人民共和国が1982年バレーボール女子世界選手権、1984年ロサンゼルスオリンピック、1985年ワールドカップバレーボール、1986年バレーボール女子世界選手権と立て続けに優勝した時の主力選手であり、いわば中国女子バレーボール黄金時代の立役者のひとりとして知られるプレイヤーである。1986年の女子世界選手権では中国女子代表の主将を務めた。
1988年のソウルオリンピックで3位になったのを最後に現役を引退した。現在はスイスに在住。

## 表彰
- 1985年ワールドカップバレーボール - ベストセッター賞